# Experiment Fordham
L' experiment Fordham va ser un experiment realitzat com a part d'un curs sobre "Els efectes de la televisió" per Eric McLuhan i Harley Parker a la Universitat de Fordham el 1967 i el 1968. L'objectiu de l'experiment era demostrar als estudiants que hi havia una diferència entre els efectes de les pel·lícules i els de la televisió sobre l'audiència, i intentar esbrinar quines podrien ser algunes d'aquestes diferències.

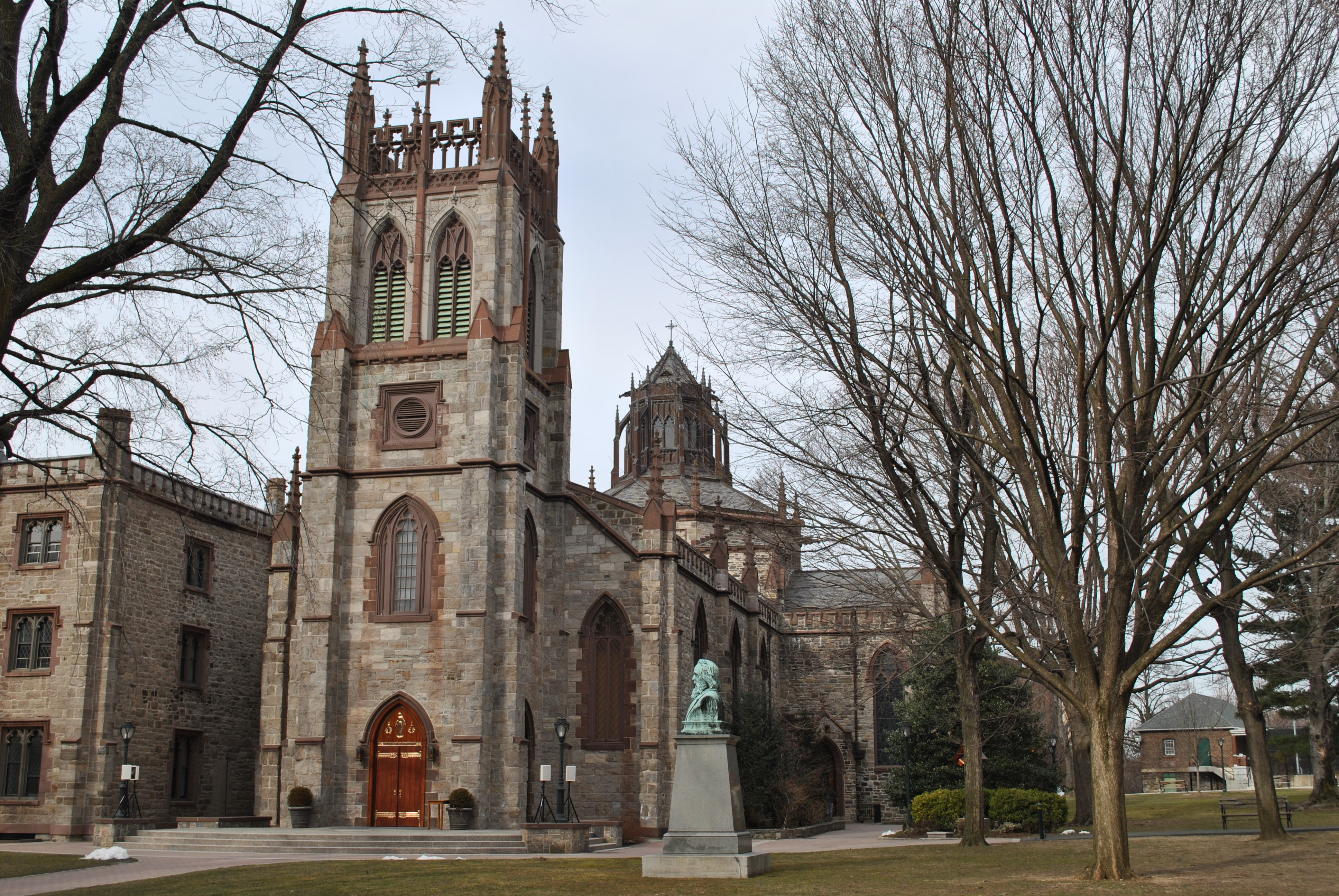
Fordham University, Nova York

Es pensava que la distinció es produïa perquè les pel·lícules presenten llum reflectida ("llum reflectida") a l'espectador, mentre que una imatge de televisió està retroil·luminada ("llum directa"). Els experimentadors van mostrar dues pel·lícules, un documental i una pel·lícula amb una història curta sobre cavalls, seqüencialment a dos grups de mida equivalent, i van fer que els espectadors escrivissin mitja pàgina de comentaris de les seves reaccions.
L'"Experiment Fordham", descrit per Eric McLuhan en els Proceedings of the Media Ecology Association (volum 1, 2000), esmenta que es van utilitzar 800 mostres en la investigació. Tanmateix, aquest nombre no es refereix necessàriament al nombre de participants en l'estudi, sinó al total de proves o estímuls que es van analitzar. Aquestes mostres incloïen diverses combinacions de textos, imatges i formats mediàtics, utilitzades per avaluar els efectes psicològics i perceptius en els subjectes. És probable que cada participant fos exposat a múltiples estímuls, acumulant així el nombre total de 800 mostres. Aquesta informació es basa en la publicació del 2000, que resumeix l'experiment original realitzat al voltant de l'any 1967.
Les reaccions dels grups a una de les pel·lícules van ser aproximadament similars. No obstant això, es van trobar reaccions diferents per a l'altre. En general, la presentació "llum reflectida" (pel·lícula) es va percebre com una disminució de la tactilitat i una visualitat augmentada, en comparació amb l'augment de la tactilitat i la visualitat reduïda de la presentació "de llum a través" (TV).
La visualitat va baixar de "llum reflectida" (pel·lícules) a "llum directa" (TV):
- Els comentaris sobre la tècnica cinematogràfica van baixar del 36% amb "llum reflectida" a menys del 20% amb "llum directa"
- Els comentaris sobre escenes específiques van baixar del 51% al 20%
- Els comentaris objectius sobre una "sensació de poder" en els animals van baixar del 60% al 20%

La tactilitat va augmentar de "llum reflectida" (pel·lícules) a "llum directa" (TV):
- Els comentaris sobre l'evocació sensorial i la sensació d'implicació i tensió van augmentar del 6% amb "llum encès" al 36% amb "llum directa"
- Els comentaris sobre una sensació de pèrdua del sentit del temps van augmentar del 6% al 40%
- Els comentaris sobre la sensació d'implicació total van augmentar del 15% al 64%
- Els comentaris sobre una sensació d'implicació emocional total van augmentar del 12% al 48%

Resum dels resultats en taula comparativa
|                                    | 1r grup LLUM REFLECTIDA (Cinema) | 2n grup LLUM DIRECTA (Televisió) |
| Tècnica cinematogràfica            | 36%                              | 20%                              |
| Escenes específiques               | 51%                              | 28%                              |
| Implicació de l'evocació sensorial | 6%                               | 36%                              |
| Tensió                             | 6%                               | 36%                              |
| Pèrdua del sentit del temps        | 6%                               | 40%                              |
| Implicació total                   | 15%                              | 64%                              |
| Implicació emocional               | 12%                              | 48%                              |

Els investigadors van concloure que la "llum reflectida" en els subjectes mostrava un canvi sensorial caracteritzat per una disminució del sentit visual i un augment del sentit tàctil.
Tot i que aquest experiment té validesa, no tracta directament el punt central de Marshall McLuhan que la imatge del cinema, normalment un fotograma de 35 mm, està formada per milions de punts, o emulsió, i està molt més "saturada" que les línies. i píxels de la imatge del televisor. McLuhan va argumentar que la pantalla del televisor va convidar l'audiència a "omplir" una imatge de baixa intensitat, com si seguia les línies delimitades d'un dibuix animat. Això va fer que la televisió fos més "implicant" i més tàctil. La imatge de pel·lícula d'alta intensitat permet obtenir molta més informació a la pantalla, però també exigeix un major grau de percepció visual i cognició. En aquest sentit, va dir, el cinema és un mitjà "calent", la televisió un bany "fred".